# Arvid Harnack

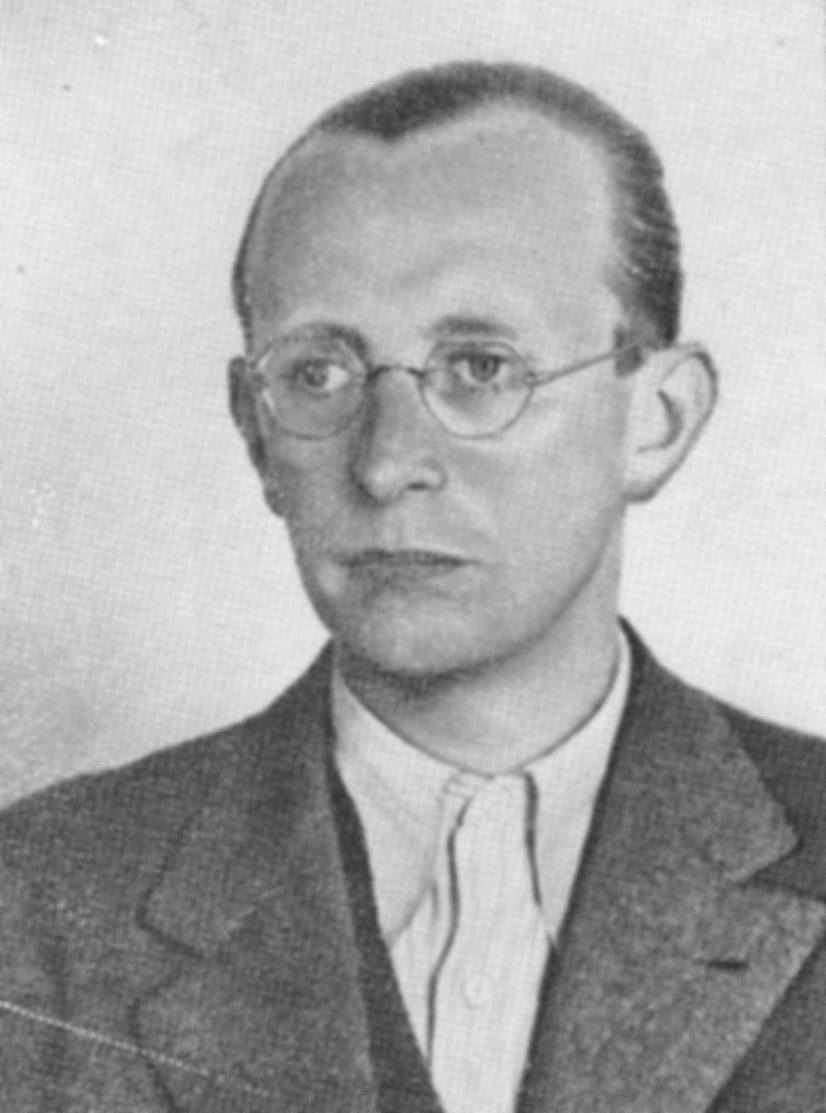
Porträt Arvid Harnacks

Arvid Harnack (* 24. Mai 1901 in Darmstadt; † 22. Dezember 1942 in Berlin-Plötzensee) war ein deutscher Jurist, Nationalökonom und Widerstandskämpfer gegen den Nationalsozialismus in einer Berliner Widerstandsgruppe.

## Familie
Harnack war ein Sohn des Literaturwissenschaftlers Otto Harnack und der Malerin Clara Harnack, geb. Reichau, und ein Neffe des Theologen Adolf von Harnack. Er war der ältere Bruder des Regisseurs und Drehbuchautors Falk Harnack, der ebenfalls im Widerstand arbeitete.

## Leben

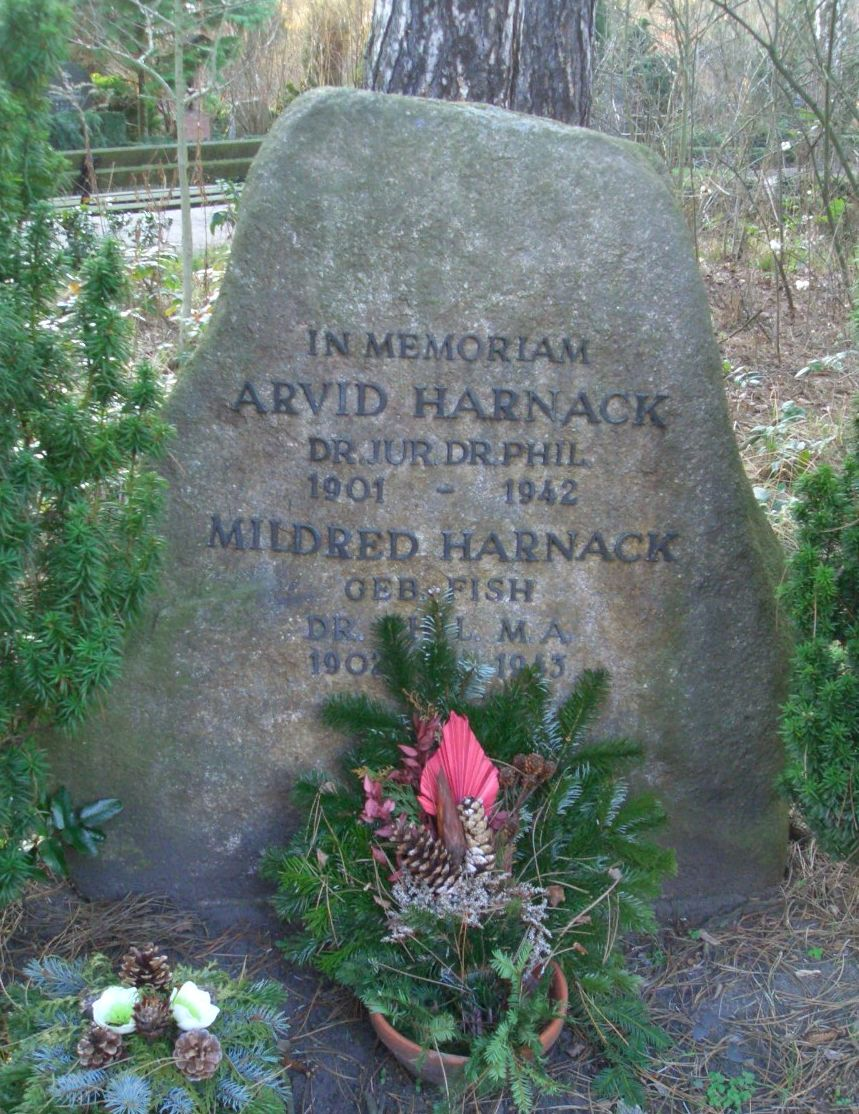
Gedenkstein für Arvid und Mildred Harnack auf dem Friedhof Zehlendorf in Berlin

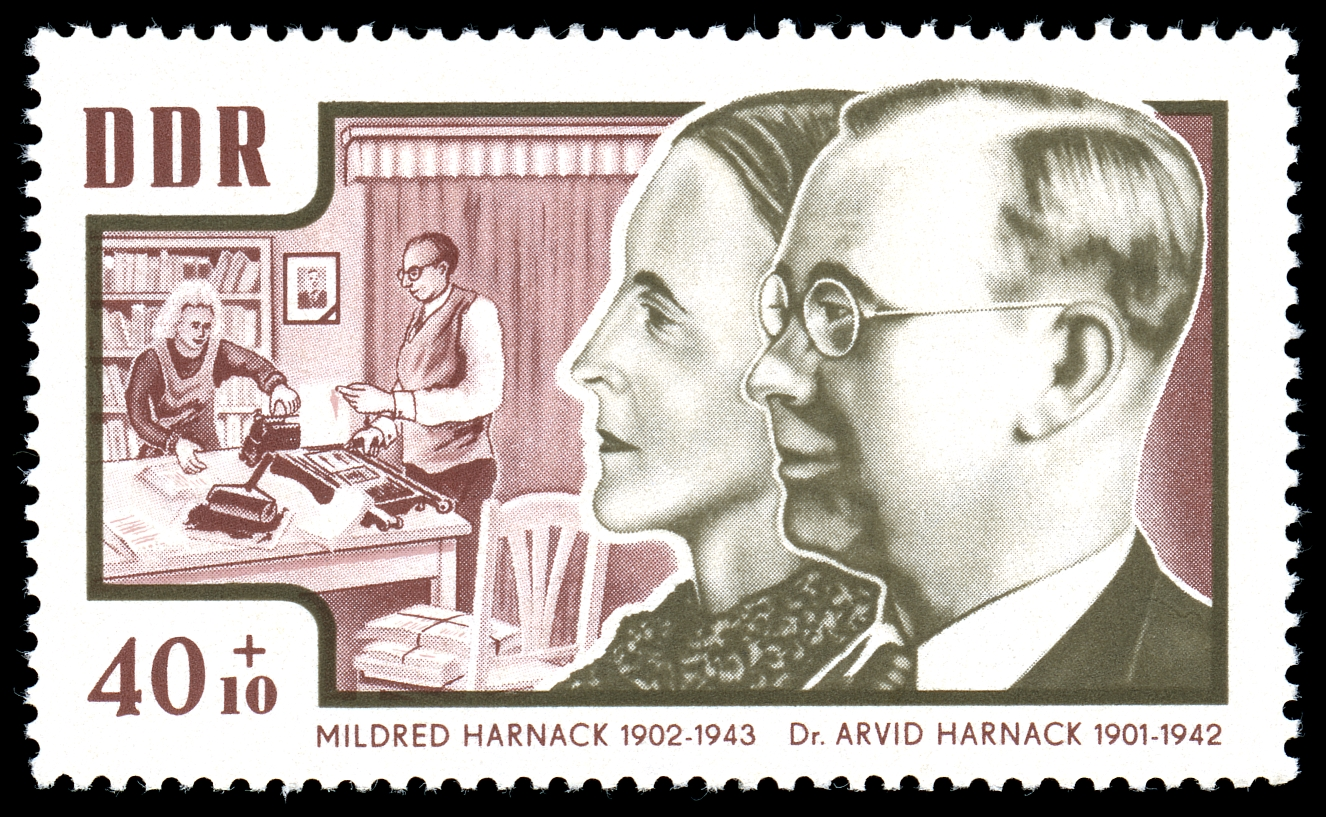
40+10 Pfennig-Sondermarke der DDR-Post 1964 mit Arvid Harnack und seiner Frau Mildred

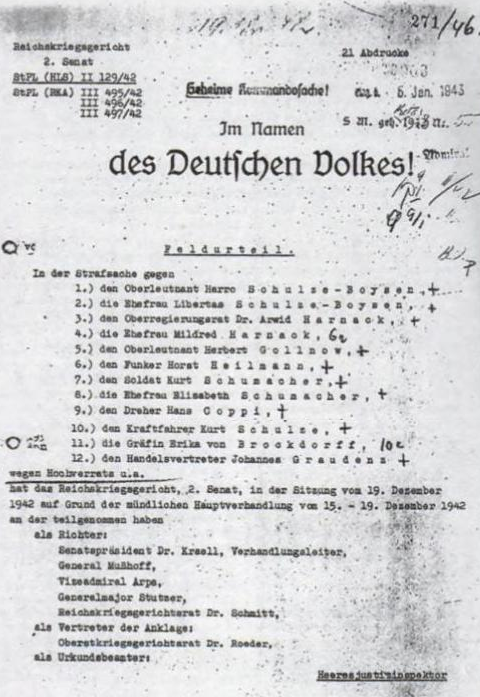
„Feldurteil“ des Reichskriegsgerichts vom 19. Dezember 1942

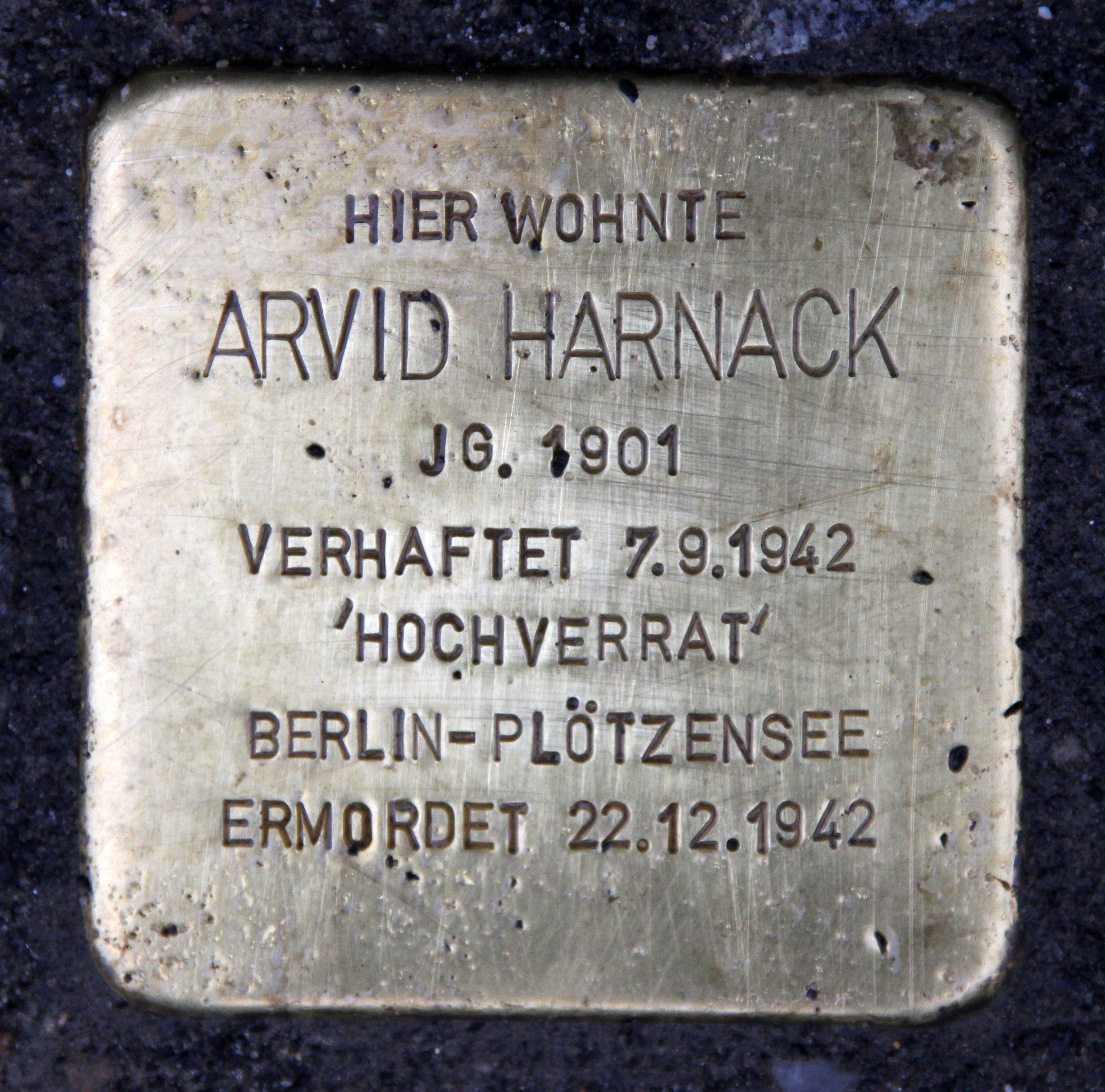
Stolperstein, Genthiner Straße 14, in Berlin-Tiergarten

Arvid Harnack wurde 1901 in der Hochstraße 68 in Darmstadt geboren, wo sein Vater Otto Harnack seit 1896 als Professor für Geschichte und Literatur an der TH Darmstadt lehrte. Dessen Ruf an die Universität Stuttgart zum 1. April 1905 führte zum Ortswechsel der ganzen Familie. Der Vater nahm sich 1914 das Leben. Bedingt durch den Ersten Weltkrieg machte Arvid 1918 das Notabitur. Von 1919 bis 1923 studierte er Rechtswissenschaften an den Universitäten Jena, Graz und Hamburg und wurde 1924 in Jena zum Dr. jur. promoviert. Von 1926 bis 1928 studierte er mit Hilfe eines Rockefeller-Stipendiums Nationalökonomie an der University of Wisconsin–Madison (USA), wo er 1926 die Literaturwissenschaftlerin Mildred Fish heiratete. 1929/30 wurde er in Gießen beim Nationalökonomen Friedrich Lenz (1885–1968), mit dem er 1931 die Arplan (Arbeitsgemeinschaft zum Studium der Planwirtschaft) gründete, zum Dr. phil. promoviert. Auf dem Höhepunkt der Weltwirtschaftskrise hatte ihm das kapitalistische System offensichtlich versagt und das sowjetische Modell schien eine interessante Alternative. 1932 organisierte er eine Studienreise in die Sowjetunion.
1933 wurde er zunächst als wissenschaftliche Hilfskraft im Reichswirtschaftsministerium angestellt, wo er später Regierungs- und Oberregierungsrat wurde. Zusammen mit seiner Frau Mildred, dem Schriftsteller Adam Kuckhoff und dessen Frau Greta baute er einen Diskussionszirkel auf, der politische Perspektiven nach dem erwarteten Sturz der Nationalsozialisten erörterte. Harnack beschäftigte sich aus wissenschaftlichem Interesse mit ökonomischen Auffassungen verschiedener Herkunft, dabei auch mit marxistischer Theorie.
Ab 1935 unterhielt er Kontakte zu Mitarbeitern des sowjetischen Nachrichtendienstes NKGB, der ihn ohne sein Wissen unter dem Decknamen Korsikanez (Korse) führte. 1936 nahm er über seine Frau Mildred Kontakt zur US-amerikanischen Botschaft auf, um vor der von Deutschland ausgehenden Kriegsgefahr zu warnen. Der Kontakt mit Donald Heath, dem ersten Sekretär der amerikanischen Botschaft, war freundschaftlich und hielt bis 1941 an. Heaths Auftrag war, Kontakte mit dem deutschen Untergrund zu pflegen, um Henry Morgenthau und Franklin D. Roosevelt über Gefahren, die von Hitler ausgehen könnten, zu informieren. Zur Tarnung seiner illegalen Aktivitäten trat Harnack zum 1. Mai 1937 der NSDAP bei (Mitgliedsnummer 4.153.569). 1939 aktivierte er den bereits seit 1934 bestehenden Kontakt zu Harro Schulze-Boysen, der inzwischen als Leutnant der Reserve im Pressebereich des Generalstabes der Luftwaffe, der 5. Abteilung, tätig war. Durch seine frühere Verlegertätigkeit unterhielt dieser Kontakte in alle Bevölkerungsschichten. Dadurch entstand ein Widerstandsnetzwerk, das mehrere unabhängig voneinander agierende, mit unterschiedlichen Motivationen ausgestattete Menschen miteinander verband. Über Schulze-Boysen lernte Harnack 1940 die Kommunisten Hilde Rake und Hans Coppi kennen; ebenso arbeitete er mit dem Sozialdemokraten Adolf Grimme und anderen zusammen. Ab 1940 war Harnack bewusst, dass sein Kontakt zur sowjetischen Botschaft, Alexander Michailowitsch Korotkow, ein Repräsentant des NKGB war. Obwohl er Stalin nicht traute, erklärte er sich bereit, auch die Sowjets über den bevorstehenden deutschen Krieg gegen die Sowjetunion und mit Hitlers Kriegsvorbereitungen verbundene wirtschaftliche und militärische Sachverhalte zu informieren.
Anfang 1942 verfasste er eine Studie Das nationalsozialistische Stadium des Monopolkapitals, die unter Regimegegnern in Berlin und Hamburg verbreitet wurde. Im Sommersemester 1942 hatte er einen Lehrauftrag an der Auslandswissenschaftlichen Fakultät der Universität Berlin.
Johann Wenzel, der als Funker tätig war, wurde am 30. Juni 1942 von der Gestapo in Brüssel festgenommen, verhört und gefoltert. Aufgrund seines Geständnisses kam es zur Verhaftung von Arvid und Mildred Harnack am 7. September 1942. Am 19. Dezember fällte das Reichskriegsgericht das Todesurteil über Arvid Harnack.

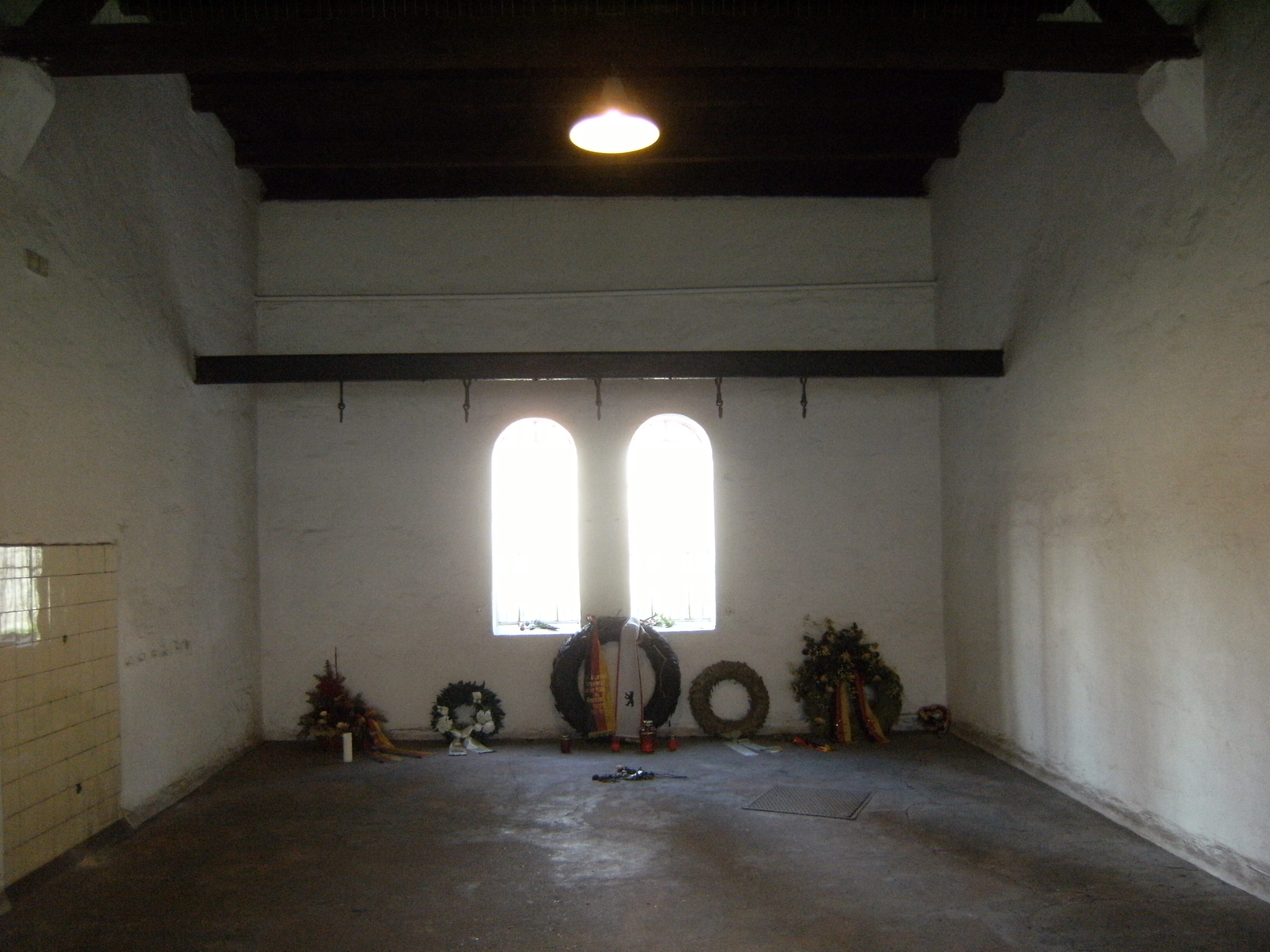
Hinrichtungsraum der Haftanstalt Berlin-Plötzensee mit Eisenschiene und Haken

Seit Einführung des Reichsstrafgesetzbuchs von 1871 war als Hinrichtungsmethode im Deutschen Reich ausschließlich die Enthauptung vorgeschrieben gewesen (§ 13), welche in der Praxis  mittels Handbeil oder Fallbeil durchgeführt wurde. Durch das Gesetz über Verhängung und Vollzug der Todesstrafe vom 29. März 1933 war zudem wieder die Methode des Hängens zugelassen worden, welche aus Sicht der Nationalsozialisten besonders unehrenhaft war, doch wurde sie bis Ende 1942 im Kerngebiet des Deutschen Reiches nicht angewandt. Todesurteile von Militärgerichten wurden stattdessen durch Erschießung und die von Zivilgerichten durch Enthauptung (seit einem Führererlass vom 14. Oktober 1936 ausschließlich per Fallbeil) vollstreckt. Im Dezember 1942 wurden die führenden Mitglieder des „Schulze-Boysen/Harnack-Kreises“ auf Befehl Hitlers jedoch erhängt, worauf in Deutschland wieder regelmäßig Exekutionen auf diese Art durchgeführt wurden. Im Zusammenhang mit den zu erwartenden Todesurteilen wurde am 15. Dezember 1942 im Hinrichtungsraum der Haftanstalt Berlin-Plötzensee eine Eisenschiene mit Fleischerhaken  angebracht, und bis Mitte 1943 wurden Vorkehrungen zum Vollzug der Todesstrafe durch Hängen auch in nahezu allen anderen zentralen Hinrichtungsstätten des Deutschen Reichs getroffen. Ein Galgen wurde dabei zumeist im selben Raum wie das Fallbeilgerät installiert. Am 22. Dezember 1942 wurden Harro Schulze-Boysen um 19:05 Uhr und Arvid Harnack um 19:10 Uhr als Erste in Berlin-Plötzensee gehängt.

## Werke (Auswahl)
- Arvid Harnack: Die Entwicklung des Artikels 156 ABS. II und III und des Artikels 165 der Reichsverfassung während der Jahre 1918 – 1923. Eine Darstellung des Wissell-Möllendorffschen Planwirtschaftsversuches. Hamburg 1924 (online).

## Ehrungen
- Vom Präsidium des Obersten Sowjets der UdSSR erhielt Arvid Harnack am 6. Oktober 1969 postum den Rotbannerorden.[11] Diese Ehrung hat sich heute als zweifelhaft erwiesen, da sie die Gruppe fälschlicherweise als kommunistisches Kundschafternetz interpretierte, das für die Sowjets spioniert hatte. Diese auf ursprünglichen Verleumdungen durch die Gestapo basierende Interpretation der Widerstandsgruppe wurde im Westen spiegelverkehrt benutzt, indem die Widerständler dort nicht geehrt, sondern als Landesverräter bis in die siebziger Jahre verfolgt wurden.
- In Berlin-Lichtenberg, Magdeburg und in Leipzig-Reudnitz ist eine Harnackstraße nach ihm benannt.
- In Jena (Damenviertel) ist die Arvid-Harnack-Straße (bis 1952 Paulinenstraße) nach ihm benannt.
- Im Hof der Humboldt-Universität in Berlin-Mitte (Unter den Linden 6) gibt es einen Gedenkstein.[12]
- In Berlin-Neukölln erinnert in der Hasenheide, Ecke Lilienthalstraße eine Gedenktafel an das Ehepaar Harnack und an ihren Mitbewohner Stefan Heym.
- In Torgau erinnert neben dem nach ihm benannten Harnack-Ring ein Gedenkstein an dieser Stelle.
- In der Volksmarine der NVA gab es um 1979 ein Torpedoschnellboot „Arvid Harnack“.[13]
- die Deutsche Post der DDR gab 1983 einen Briefmarkenblock zur Erinnerung aus.
- die 11. Oberschule in Berlin-Friedrichshagen war seit Mai 1972 nach Arvid Harnack benannt.[14]
- Vor dem Haus Genthiner Straße 14 (Berlin-Tiergarten) wurden am 20. September 2013 in Anwesenheit von US-Botschafter John B. Emerson Stolpersteine für Mildred und Arvid Harnack verlegt.[15][16]
- An seinem Geburtshaus in der Hochstraße 68 in Darmstadt erinnert seit 2002 eine Gedenktafel an ihn.
- Auf dem Friedhof Zehlendorf in Berlin erinnert ein Gedenkstein an Arvid und Mildred Harnack. Das Grab von Arvids Bruder Falk Harnack (1913–1991) befindet sich auf diesem Friedhof.[17]
- In Potsdam im Pionierhaus trug die Arbeitsgemeinschaft Basteln Elektronik den Namen Dr. Mildred und Arvid Harnack.